# God en klein Pierke
God en klein Pierke is een Vlaamse documentaire televisiereeks van productiehuis Woestijnvis waarin Martin Heylen gedurende een jaar een aantal personaliteiten volgde in hun dagelijks leven en met hen meerdere gesprekken voert. Op zoek naar de mens achter het icoon, probeerde Heylen antwoord te geven over of hun leven benijdenswaardig is en of ze gelukkig zijn. En elke aflevering sloot hij af met de vraag Wat vond je nu van mij? De opnames waren gespreid tussen oktober 2009 en november 2010 en brachten hem in onder meer Kaapstad, Fossombrone, Hasselt, New York, Parijs, Rome, Gent, Milaan, Weimar, Amsterdam, London, Straatsburg, Oostende, Tallinn, Riga, Nicosia, Barcelona, Sint-Martens-Latem, Zagreb, Belgrado, Toscane, Kosovo en Orval. Elke aflevering was opgebouwd rond één Vlaamse personaliteit.
Het programma haalde met de aflevering rond Godfried Danneels de hoofdpunten van de Vlaamse pers omdat Danneels in het programma dieper inging op zijn gevoelens bij het uitbreken van het pedofilieschandaal in de Belgische kerk. Begin 2011 ontving het programma ook een nominatie bij de Vlaamse Televisie Sterren in de categorie 'Beste Realityprogramma'.
Op 19 december 2011 startte het tweede seizoen van God en klein Pierke Daarin volgde Heylen onder andere Daniël Termont, Rudi Vranckx, Erik Van Looy en zuster Jeanne Devos. In dit seizoen werd elke bekende Vlaming gedurende maart 2011 en januari 2012 gevolgd. De vraag Wat vond je nu van mij? werd niet meer gesteld dit seizoen. Bij de tweede opeenvolgende nominatie, in 2012, won het programma de Vlaamse Televisie Ster in de categorie 'Beste Realityprogramma'.
De naam van de reeks is afkomstig van de Vlaamse uitdrukking 'Dat weet God en kleine Pierke', waarmee 'werkelijk iedereen' wordt bedoeld.

## Seizoen 1
- 1.1 Dirk Bikkembergs: De reizende modekeizer (2 november 2010)
- 1.2 Herman Van Rompuy: Met Herman in het zand, deel 1 (9 november 2010)
- 1.3 Herman Van Rompuy: Met Herman in het zand, deel 2 (16 november 2010)
- 1.4 Cédric Van Branteghem: De laatste loodjes (23 november 2010)
- 1.5 Kamagurka: Kamamartin (30 november 2010)
- 1.6 Godfried Danneels: Danneels in het oog van de storm (7 december 2010)
- 1.7 Karel De Gucht: Karel ontdooit in Toscane (14 december 2010)
- 1.8 Hannelore Knuts: Hannelore geeft zich bloot (21 december 2010)
- 1.9 Raymond van het Groenewoud: Leeggespeeld op de Dag van de Lege Portemonnees (28 december 2010)

## Seizoen 2
- 2.1 Rudi Vranckx (19 december 2011)
- 2.2 Jeanne Devos (26 december 2011)
- 2.3 Piet Huysentruyt (2 januari 2012)
- 2.4 Arno Hintjens (9 januari 2012)
- 2.5 Joëlle Milquet (16 januari 2012)
- 2.6 Erik Van Looy (23 januari 2012)
- 2.7 Daniël Termont (30 januari 2012)
- 2.8 Jan Fabre (6 februari 2012)